# Baronía de Frignani y Frignestani
La baronía de Frignani y Frignestani es un título nobiliario español creado el 30 de agosto de 1626 por el rey Felipe IV a favor de Gaspar Palavicino y Centurión, escribano y notario del capítulo de la catedral de Valencia.
El título fue rehabilitado en 1922 por el rey Alfonso XIII, a favor de Vicente Palavicino y Lara XI marqués de Mirasol, como undécimo barón de Frignani y Frignestani.

## Barones de Frignani y Frignestani
|                                 | Titular                                         | Periodo                |
| Creación por Felipe IV          | Creación por Felipe IV                          | Creación por Felipe IV |
| ------------------------------- | ----------------------------------------------- | ---------------------- |
| I                               | Gaspar Palavicino y Centurión                   | 1626-                  |
| II                              | Isidro Palavicino y Durán                       |                        |
| III                             | Félix Palavicino y Villarrasa                   |                        |
| IV                              | José Palavicino y Figuerola                     |                        |
| V                               | Joaquín Palavicino y Pérez de Roa               |                        |
| VI                              | Juan Bautista Esplugues de Palavicino y Vergadá |                        |
| VII                             | Antonio María Palavicino y Gámir                | ? -1826                |
| VIII                            | Lorenzo Palavicino y Carroz                     | 1826-1833              |
| IX                              | Vicente Palavicino y Vallés                     | 1833-1868              |
| X                               | Gonzalo Palavicino e Ibarrola                   | 1868-1899              |
| Rehabilitación por Alfonso XIII |                                                 |                        |
| XI                              | Vicente Palavicino y Lara                       | 1922-1950              |
| XII                             | Sol Palavicino y Lara                           | 1950-1962              |
| XIII                            | Emilio Lamo de Espinosa y Enríquez de Navarra   | 1965-1985              |
| XIV                             | Jaime Lamo de Espinosa y Michels de Champourcín | 1988-actual titular    |

## Historia de los barones de Frignani y Frignestani
- Gaspar Palavicino y Centurión, I barón de Frignani y Frignestani.

1. Casó, bajo licencia eclesiástica, con Isabel Juana Cabanes Ritso. Fueron padres de:
  1.     1. Luis Ambrosio Palavicino y Cabanes (n. en 1644), que casó con Emerenciana Durán y Gil de Palomar. Premurió a su padre, por lo que heredó su hijo:

- Isidro Palavicino y Durán  (n. en 1625), II barón de Frignani y Frignestani.

1. Casó con Ana de Villarrasa y Torrelles. Le sucedió su hijo:

- Félix Palavicino y Villarrasa (n. en 1652), III barón de Frignani y Frignestani.

1. Casó con Gerarda de Figuerola  Especies Bellvís y Durá. Le sucedió su hijo:

- José Palavicino y Figuerola (n. en 1677), IV barón de Frignani y Frignestani.

1. Casó con María Francisca Pérez de Roa y Franch. Le sucedió su hijo:

- Joaquín Palavicino y Pérez de Roa (n. en 1714), V barón de Frignani y Frignestani.

1. Casó con María Vicenta Moya. Sin descendientes de este matrimonio.
2. Casó con María Pascuala Vergadá y Mateu. Le sucedió, su hijo único:

- Juan Bautista Esplugues de Palavicino y Verdagá (n. en 1742), VI barón de Frignani y Frignestani. Usaba el apellido Esplugues en cumplimiento de las cláusulas del vínculo de Puebla Larga (Torrelles), provincia de Valencia.

1. Casó con Francisca Javiera Gámir y Ros de Ursinos. Le sucedió su hijo:

- Antonio María Palavicino y Gámir (1767-1826), VII barón de Frignani y Frignestani.

1. Casó con Vicenta Carroz y Pallarés (1762-1833), VI marquesa de Mirasol en 1814, hija de Vicente Carroz y Roca de la Serna (n. en 1725), IV marqués de Mirasol que había casado con Francisca Antonia Pallarés y Roca. (El V marqués de Mirasol, había sido su hermano Juan Carroz y Pallarés (1765-1814), barón de Guardamar, que murió sin descendientes). Le sucedió su hijo:

- Lorenzo Palavicino y Carroz (1785-1833), VIII barón de Frignani y Frignestani.

1. Casó con Vicenta de Vallés y Ferrer de Pegamans, hija de Fausto de Vallés y de Vega, XII barón de la Puebla de Tornesa. Le sucedió su hijo:

- Vicente Palavicino y Vallés (1819-1868), IX barón de Frignani y Frignestani, VII marqués de Mirasol.

1. Casó con Casilda de Ibarrola y Mollinedo, hija de Manuel de Ibarrola y González marqués de Zambrano y de Isabel de Mollinedo y Cáceres. Le sucedió su hijo:

- Gonzalo Palavicino e Ibarrola (1845-1899), X barón de Frignani y Frignestani, VIII marqués de Mirasol (en 1870).

1. Casó con María Josefa de Lara y San Juan.
2. Casó con su cuñada María Luisa de Lara y San Juan. Le sucedió, por rehabilitación, su hijo:

Rehabilitado en 1922 por:
- Vicente Palavicino y Lara (1880-1950), XI barón de Frignani y Frignestani, IX marqués de Mirasol. Sin descendientes. En 1946, cedió el marquesado de Mirasol a su hermana Vicenta. En la baronía de Frignani y Frignestani le sucedió su hermana:

- Sol Palavicino y Lara (1885-1962), XII baronesa de Frignani y Frignestani, XI marquesa de Mirasol. Sin descendientes.

A su fallecimiento y por designación, previa licencia del entonces Jefe del Estado español, instituyó una nueva línea sucesoria en cabeza de su pariente:
- Emilio Lamo de Espinosa y Enríquez de Navarra (f. en 1985), XIII barón de Frignani y Frignestani (en 1965), XII marqués de Mirasol. Descendiente de Rafaela Palavicino y Carroz.

1. Casó con María Luisa Michels Champourcín y Morán de Laredo. Le sucedió, en 1988, su hijo:

- Jaime Lamo de Espinosa y Michels de Champourcín (n. en 1941), XIV barón de Frignani y Frignestani, XIII marqués de Mirasol (desde 1987).

1. Casado con María del Carmen Rocamora y García-Iglesias.